# Drève des Madones
La drève des Madones (en néerlandais : Madonnadreef) est une impasse bruxelloise de la commune d'Auderghem qui aboutit au chemin de Putdael sur une longueur de 210 mètres.
La numérotation des habitations va de 5 à 11 pour le côté impair et 12 pour le côté pair.

## Historique et description
À l’origine[réf. à confirmer], on l’avait appelée drève des Dames Blanches. Le nom renvoyait clairement à l’habit que portaient les sœurs du proche prieuré de Valduchesse.
On songeait avant la Première Guerre mondiale à faire commencer le chemin à la drève de Putdael et de le faire déboucher sur la drève du Prieuré, à hauteur du Schoutenhof. C'est ainsi qu'il est décrit dans le Guide Officiel et Pratique des Rues de Bruxelles et des Faubourgs, édité en 1939. Il est supposé que le propriétaire du Schoutenhof, ancien bourgmestre d’Auderghem, fit obstacle au passage du chemin le long de son domaine.
Après le décès de Carl Herrmann-Debroux en 1965, les terrains situés à l’arrière du domaine furent lotis et la drève prit son aspect actuel. Il est possible mais non avéré que le nom de la drève ait été modifié à cette époque en drève des Madones.
Le morceau de voie donnant sur l'avenue de Lothier à Woluwe-Saint-Pierre a gardé le nom d'origine de drève des Dames Blanches.
- Premier permis de bâtir délivré le 23 juin 1967 pour le no 12.